# Coogan's Bluff
Coogan's Bluff (en España, La jungla humana; en Hispanoamérica, Mi nombre es violencia) es una película estadounidense de 1968 del género policíaco. Fue dirigida por Don Siegel, y contó con Clint Eastwood, Susan Clark, Lee J. Cobb, Tisha Sterling, Don Stroud y Betty Field en los papeles principales.

## Argumento
En un desolado desierto de Arizona, el alguacil Walt Coogan (Clint Eastwood) montado en su jeep, se dirige a una montaña donde se oculta un fugitivo de origen navajo (Rudy Díaz). Ya habían pasado tres días de persecución y finalmente ha encontrado al fugitivo. Este, oculto entre las rocas, ya lo tiene en la mira de su rifle, cuando repentinamente Coogan gira su vehículo varias veces dejando tras de sí una nube de polvo. El navajo espera que la nube desaparezca, y cuando lo hace, ve que Coogan ha desaparecido. A los pocos minutos siente a sus espaldas el sonido del amartillamiento de un arma. Es Coogan que lo ha capturado. El alguacil y su prisionero regresan a la ciudad, pero en el camino Coogan se desvía para visitar la casa de su amante Millie (Melody Johnsson). La despierta con un beso, pero ella le exige que tome un baño antes de dedicarse al amor. El sheriff del condado, McCrea (Tom Tully) y un ayudante pasan en su coche patrulla por las cercanías y avistan el jeep de Coogan, entran silenciosamente a la casa y lo sorprenden en la bañera. Luego de llamarle la atención por haber dejado al prisionero esposado al jeep, mientras él se dedicaba al amor, el sheriff le da una hora para que se presente en el cuartel. Ya en el cuartel, el sheriff le encomienda una nueva misión, esta vez en la ciudad de Nueva York. Allí deberá recoger a un asesino fugado, James Ringerman (Don Stroud), que ha sido capturado por la policía neoyorquina, y traerlo con él a Arizona para ser juzgado. 
Coogan emprende viaje, y aterriza finalmente en el helipuerto del edificio MetLife Building en Nueva York, llevando puestos su sombrero vaquero, su corbata de bolo al cuello y sus botas punteras. Se presenta en el cuartel de policía para recoger al delincuente buscado, y luego de aclarar varias veces que él viene de Arizona y no de Texas, se entrevista con el teniente detective McElroy (Lee J. Cobb), que le informa que Ringerman está internado en el Hospital Bellevue, recuperándose de una sobredosis de LSD, y que hay que esperar a que le den de alta. Además, el teniente le dice a Coogan que tiene que seguir el procedimiento judicial y obtener los papeles de extradición de Ringerman en la Corte Suprema del estado de Nueva York, antes de poder recoger al preso. El alguacil de Arizona, que no está dispuesto a que reglas burocráticas demoren su trabajo, decide buscar la forma de eludirlas. En el cuartel es testigo de como una atractiva funcionaria, Julie Roth (Susan Clark) es manoseada frente a sus ojos por un joven, y decide intervenir dándole a él una bofetada. Extrañamente, ella se enoja por su acción y el golpeado joven aprovecha para abandonar rápidamente la habitación, luego ella le explica a Coogan que el joven es uno de los participantes del programa de rehabilitación que ella dirige y que su intervención ha causado que el joven abandone su programa. Coogan se disculpa y le ofrece salir a cenar como compensación. Como Julie lo rechaza, se muestra interesado en el programa de rehabilitación y tomándola del brazo abandonan el cuartel. Ya en el apartamento de ella, intenta seducirla, pero ella lo rechaza nuevamente. Frustrado, se va de allí.
Se dirige luego al Hospital Bellevue, donde muestra sus credenciales de policía de Arizona, y consigue engañar al personal del hospital, logrando que le entreguen a Ringerman para llevárselo. Ringerman, que estaba acompañado de una muchacha hippie, debe seguirlo. Muy ufano, parte con su prisionero hasta el helipuerto para tomar el primer vuelo a Arizona; pero no contaba con la muchacha que estaba acompañando a Ringerman en el hospital, que los había estado siguiendo sin que Coogan se diera cuenta. Acompañada de un matón llamado Pushie (David Doyle), sorprenden a Coogan, lo golpean, aturdiéndolo, y escapan llevándose a Ringerman con ellos. Ringerman aprovecha además para robar el revólver de Coogan. Las cosas no habían salido tan fáciles como el alguacil las había planeado. 
Coogan averigua el domicilio de la madre de Ringerman, Ellen Ringerman (Betty Field) buscando información sobre su hijo. Ella, que lo recibe llamándolo Buffalo Bill, se niega a dar ninguna información y comienza mostrarle los regalos que ha recibido de su hijo, para demostrarle al alguacil lo buen hijo que es. En el recorrido por el apartamento Coogan nota una fotografía donde aparecen Ringerman y la muchacha del hospital. La madre inadvertidamente le dice que ella se llama Linny Raven (Tisha Sterling), el alguacil anota el nombre y se retira escuchando los insultos de la madre de Ringerman. Ya en la calle, es arrestado por el sargento de policía Wallace (James Edwards), acusado de hacerse pasar por policía de Nueva York en el Hospital de Bellevue. De regreso en el cuartel, nuevamente se encuentra con Julie Roth y se acerca a ella para ver si puede obtener información sobre Linny Raven, ya que ella podría ser una de las jóvenes descarriadas de su programa de rehabilitación. Coogan logra que ella lo invite a cenar, para hablar del programa. Ya en el apartamento, le pregunta si conocía a Linny Raven, lo que Julie le confirma, advirtiéndolo de no provocar más problemas. Él le dice que solo era curiosidad e intenta seducirla nuevamente, esta vez con más éxito. En un momento en que ella desaparece en la cocina para seguir preparando la cena, Coogan nota el archivo donde Julie tenía su programa de rehabilitación. Toma la decisión y lo abre, encontrando el archivo de Linny Raven. Lo lee rápidamente y abandona silenciosamente el apartamento. Julie sale de la cocina y no lo encuentra. 
Coogan, en tanto, busca a Linny Raven en una discoteca psicodélica a la cual ella suele acudir, según constaba en su reporte. Luego de recorrer el local en penumbras repleto de gente bailando, llega a una habitación donde está un grupo de fumadores de marihuana. Linny Raven sentada en una mesa con unos amigos ya drogados, lo ve y lo llama, Coogan se dirige a ella y le dice que quiere conversar con ella a solas, lo que molesta a uno de los acompañantes de la muchacha, llamado Wonderful Digby (Albert Popwell) que intenta sacar disimuladamente un puñal escondido en su bota para atacarlo. Coogan se da cuenta, coge una botella que estrella en la mesa y coloca el afilado borde de vidrio frente a la cara de su atacante, exigiéndole que entregue el puñal. Este obedece, Coogan lo toma y lo clava firmemente en la mesa antes de tomar a Linny del brazo para luego salir del local. La muchacha lo invita a su departamento para conversar. Ya allí, Linny comienza a seducir a Coogan y él le sigue el juego, pero antes desea saber donde está oculto Ringerman. Ella le dice que se lo dirá después que hagan el amor. Terminado el acto amoroso, ambos salen en dirección a un salón de billar, donde según Linny, se encuentra Ringerman, pero en realidad lo lleva a una emboscada. Al poco de entrar en el oscuro salón, Linny se dirige a Pushie, el matón que la había ayudado en el rescate de Ringerman y dueño del salón, y le dice que Coogan está desarmado. Acto seguido, el resto de hombres que estaba en el local se arrojan sobre Coogan para golpearlo, y se desencadena una pelea feroz. Coogan semiaturdido en el piso, escucha la sirena de una patrullera que llegaba al local, lo que hace que sus agresores huyan rápidamente y él decide hacer lo mismo. Antes de irse, el golpeado alguacil golpea violentamente a Pushie como despedida. Los policías entran en el local y se encuentran con un destrozo general y tres contendientes desmayados. El teniente McElroy hace su entrada y recorriendo el lugar encuentra el sombrero de Coogan en el piso. 
Ya avanzada la madrugada, el alguacil regresa maltrecho a su hotel y comienza a curar sus heridas frente a un espejo. Unos golpes urgentes en la puerta lo interrumpen, y cuando abre la puerta se encuentra con Julie, que le enrostra su comportamiento con Linny Raven, quien la ha llamado por teléfono y le ha contado con detalles su noche pasada con él. Una vez que Julie se va, Coogan regresa al departamento de Linny, y esta vez no hay amor, sino una agresión física y una amenaza de muerte del alguacil. Linny, asustada, le confiesa que Ringerman está oculto en el museo del parque Fort Tryon Park llamado The Cloisters, y hacia allá parten los dos. 
Linny se adelanta para advertir a Ringerman de la presencia de Coogan. El fugitivo pierde el control cuando escucha la voz del alguacil que lo llama y comienza a disparar a su alrededor, con el revólver que le había robado anteriormente. Cuando se le acaban las balas, arroja el arma y huye hasta donde tenía su motocicleta, abandonando a Linny. En la huida se estrella con otro motorista y el motor de su motocicleta se detiene. Coogan aparece corriendo tras él, pero Ringerman logra hacer partir su vehículo y continúa su huida. Coogan coge la motocicleta caída y comienza una persecución a alta velocidad por el parque. Finalmente Coogan consigue alcanzar a Ringerman y estrella su motocicleta contra la de él. La persecución continúa a pie. 
Unos coches patrulla llegan al parque y los policías son testigos del último golpe de puño de Coogan en la cara de Ringerman, antes de recibirlo desfalleciente. El teniente McElroy baja del automóvil policial y ordena a los policías que lleven a Ringerman al Hospital Bellevue. Coogan, a sabiendas de que su acción persecutoria es ilegal, se justifica con el argumento de que ha hecho un arresto ciudadano y le pregunta cuándo le van a entregar a Ringerman. El teniente le repite el procedimiento judicial que debe seguir. 
Coogan, acepta esta vez. En la última escena Coogan, esposado a Ringerman, se prepara para subir al helicóptero que los llevará al aeropuerto, cuando aparece el teniente McElroy para despedirse y devolverle el sombrero a Coogan. Tras el teniente aparece Julie, que también viene a despedirse y alcanza a decirle algunas palabras. El helicóptero se prepara para emprender vuelo mientras Coogan saca un cigarrillo, y ante la mirada ansiosa de Ringerman, le coloca uno en la boca y se lo enciende, para luego encender el suyo. El helicóptero se eleva y Julie se despide de Coogan lanzándole un beso y agitando la mano.

## Comentarios
La película destaca por varias características:
- Es la primera de la serie de cinco que realizaron Clint Eastwood y el director Don Siegel. Las otras son Two Mules for Sister Sara (Dos mulas y una mujer, 1970), Dirty Harry (Harry el sucio, 1971), The Beguiled (El seductor, 1971) y Escape from Alcatraz (La fuga de Alcatraz, 1979).
- Fue la transición en la carrera de Clint Eastwood desde el spaguetti western al implacable, díscolo y violento policía de San Francisco, Harry Callahan.
- La serie de televisión McCloud (1970-1977) está inspirada en el argumento de la película, pero realizada con menos violencia.
- El director Siegel muestra con bastante fidelidad el ambiente sicodélico neoyorquino de la época, y presenta también una nueva y atractiva localización fílmica, el Museo The Cloisters.
- Coogan’ Bluff es el nombre de un risco ubicado en la parte alta de Manhattan, Nueva York, aproximadamente en el área del parque Fort Tryon Park, donde se rodó la escena de la persecución en motocicleta. Debe su nombre al político de Manhattan, James J.Coogan (1845-1915).
- La palabra en inglés bluff se traduce como trampa y también como promontorio. El título de la película es un juego de palabras entre el lugar geográfico y los métodos que utiliza Coogan en su misión.
- Voz de Clint Eastwood: Enrique Mederos en la versión mexicana, y Ernesto Aura en la versión española 
 Voz de Don Stroud: Raúl de la Fuente en la versión mexicana.